# Imno (powiat goleniowski)
Imno (niem. Immenthal) – wieś sołecka w Polsce położona w województwie zachodniopomorskim, w powiecie goleniowskim, w gminie Goleniów. 
W latach 1975–1998 miejscowość położona była w województwie szczecińskim.
Osada wchodząca w skład sołectwa:
- Mosty-Osiedle

## Geografia
Wieś leży na Równinie Nowogardzkiej, terenie pagórkowatym, na skraju Puszczy Goleniowskiej, przy drodze wojewódzkiej nr 113 prowadzącej do Maszewa, ok. 6 km na wschód od Goleniowa, nad dopływem strugi Wiśniówki, ok. 2 km na południe od linii kolejowej nr 402, nieopodal znajduje się port lotniczy Szczecin-Goleniów oraz jednostka wojskowa w Mostach-Osiedlu.

## Atrakcje turystyczne
We wsi znajduje się kapliczka, a przy lesie, pole biwakowe oraz boisko piłkarskie. 

## Przyroda
W okolicznym lesie, przy drodze prowadzącej do Burowa rośnie jeden z najbardziej okazałych dębów w gminie zwany "Dębem Pańszczyźnianym" lub "Królem Puszczy". Legendy mówią, że na uschniętym konarze dębu, zachowanym do dziś, właściciele majątku w Mostach wieszali nieposłusznych chłopów. Dzisiaj dąb jest pomnikiem przyrody.